# Kamień (obwód iwanofrankiwski)
Kamień (ukr. Камінь) – wieś na Ukrainie w rejonie rożniatowskim obw. iwanofrankiwskiego.
Wieś prawa wołoskiego, położona była w drugiej połowie XV wieku w ziemi halickiej województwa ruskiego.